# Нидере-Бёрде
Нидере-Бёрде (нем. Niedere Börde) — община в Германии, в земле Саксония-Анхальт. 
Входит в состав района Оре.  Население составляет 7321 человек (на 31 декабря 2010 года). Занимает площадь 77,75 км².